# قعرة (الشغادرة)

تعديل مصدري - تعديل

قعرة هي إحدى قرى عزلة عداعد بمديرية الشغادرة التابعة لمحافظة حجة، بلغ تعداد سكانها 184 نسمة حسب تعداد اليمن لعام 2004.